# Carlyle Hotel
The Carlyle är ett hotell i New York som öppnade 1930 och som är byggt i art decostil. Det är beläget på nordöstra hörnet till Madison Avenue med adress 35 East 76th Street mitt på Manhattan.